# عبدي باشا الكعكي
عبدي باشا الكعكي ‏ (القرن 18 - أبريل 1789 في حلب) سياسي عثماني شغل منصب والي مصر منذ 1787 حتى 1788.